# 피게레스

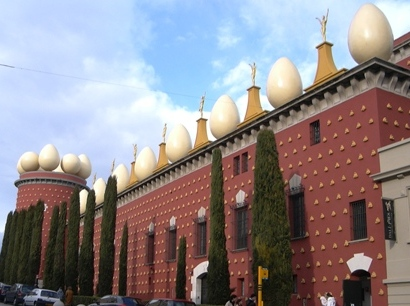
달리 박물관

피게레스(카탈루냐어: Figueres, 스페인어: Figueras 피게라스[*])는 스페인 카탈루냐 지방 지로나주의 도시이다. 면적은 18.78km2, 인구는 44,765(2012)이다. 살바도르 달리의 출신지로 알려져 있다.